# Senpass
Senpass è il secondo EP della cantante sudcoreana Jiyeon, pubblicato nel 2019 dalla nuova etichetta discografica Longzhen Culture Development.

## Tracce
1. I Wish – 3:09
2. Take a Hike – 3:00
3. Take a Hike (Chinese ver.) – 3:00
4. Black & White – 3:30
5. Take a Hike (Inst.) – 3:00

Durata totale: 15:39